# St.-Marien-Hospital Friesoythe
Das St.-Marien-Hospital Friesoythe ist eine Einrichtung der kirchlichen Stiftung St.-Marien-Stift Friesoythe. Das Krankenhaus im westlichen Niedersachsen entwickelte sich als gemeinnützige GmbH zu einem wohnortnahen Gesundheitszentrum in Friesoythe.

## Profil
Nach der Devise „Nah am Menschen“ bietet das St.-Marien-Hospital Friesoythe eine Grundversorgung der Bevölkerung vor allem im nördlichen Landkreis Cloppenburg.
Das Krankenhaus ist ein wichtiges Element vom St.-Marien-Stift Friesoythe, zu dem außerdem ein Alten- und Pflegeheim, ein ambulanter Pflegedienst, mehrere Facharzt-Praxen sowie eine Tagespflege gehören.
Das St.-Marien-Stift wurde 1867 vom damaligen Pfarrer Johann Bernhard Oldenburg als katholische Stiftung zur Heilung und Verpflegung von kranken und hilfsbedürftigen Menschen in der Region Friesoythe gegründet. Seit 1867 musste das Stift durch zahlreiche Anbauten und Vergrößerungen des Personals erheblich erweitert werden.
In der Gegenwart hat das Hospital in Friesoythe 115 Betten. Jährlich werden rund 5.500 Patienten stationär und ca. 12.500 ambulant von etwa 40 Ärzten und über 100 Pflegekräften behandelt (Stand: 26. Oktober 2023). Aus Personalmangel wurde die Friesoyther Entbindungsstation am 31. Oktober 2021 geschlossen.  Das Krankenhaus zählt zu den größten Arbeitgebern der Region.

## Abteilungen
Das St.-Marien-Hospital Friesoythe umfasst die nachfolgend aufgeführten Kliniken und Medizinischen Versorgungszentren (Stand: Januar 2025).

### Medizinische Kliniken
Die hier aufgelisteten elf Abteilungen sind die Fachrichtungen vom Krankenhaus in Friesoythe (Stand: Januar 2025).
- Adipositas-Zentrum Nord-West
- Allgemein- und Viszeralchirurgie
- Altersmedizin/Geriatrie
- Anästhesie und Intensivmedizin
- Gastroenterologie
- Hals-Nasen-Ohren-Heilkunde
- Innere Medizin
- Orthopädie, Unfall- und Handchirurgie
- Palliativmedizin
- Suchtmedizin
- Zentrale Notaufnahme

### Medizinische Versorgungszentren
In diesen Zentren erbringen mehrere Ärztinnen und Ärzte eigenständige medizinische Leistungen, die ambulante und stationäre Vorsorgungen der Kranken verbinden. Das Hospital in Friesoythe bietet diese fünf Medizinischen Versorgungszentren (Stand: Januar 2025):
- Altersneurologie und Geriatrie
- Gynäkologie
- Innere Medizin und Gastroenterologie
- Orthopädie und Unfallchirurgie
- Psychiatrie und Psychotherapie